# Licheng (Changzhi)
Licheng (黎城县,  Líchéng Xiàn) ist ein chinesischer Kreis der bezirksfreien Stadt Changzhi der Provinz Shanxi. Die Fläche beträgt 1.119 Quadratkilometer und die Einwohnerzahl 134.186 (Stand: Zensus 2020). 1999 zählte Licheng 156.716 Einwohner.
Die Stätte der Waffenfabrik von Huangyadong (Huangyadong binggongchang jiuzhi 黄崖洞兵工厂旧址) der Jahre 1939 bis 1943 steht auf der Liste der Denkmäler der Volksrepublik China.